# Праздники любви
«Праздники любви» (фр. Les Fêtes Galantes, рум. Serbările galante) — франко-румынский  художественный фильм, комедия Рене Клера. Последний фильм классика французского кино.

## Сюжет
Действие фильма происходит в XVIII веке. Войска принца де Белью осадили крепость, которую обороняет маршал д'Аленбер. Принцесса Елена поручает находчивому и остроумному капралу Жоликёру найти способ примирить враждующие стороны. На самом деле принцессу волнует не столько война, сколько симпатичный солдат, сражающийся в стане врага. Миссия Жоликёра оказывается успешной и любящие сердца находят друг друга.

## В ролях
- Жан-Пьер Кассель — Жоликёр, капрал
- Мари Дюбуа — Дивин, актриса
- Женевьева Казиль — принцесса Елена
- Филипп Аврон — Томас
- Жан Ришар — принц де Белью
- Дьердь Ковач — маршал д'Аленбер
- Дем Рэдулеску